# Varhanická škola v Praze
Pražská varhanická škola byla pražská varhanická škola, která působila od roku 1830 a roku 1890 byla začleněna do Pražské konzervatoře.

## Historie
Pražská varhanická škola byla založena Jednotou pro zvelebení kostelní hudby v Čechách (Verein der Kunstfreunde für Kirchenmusik in Böhmen) v roce 1830. Původní název školy byl: Ústav ku vzdělání varhaníků a ředitelů kůrů. Studium trvalo zpočátku jeden rok, ale již v roce 1835 bylo prodlouženo na dva roky. František Zdeněk Skuherský, pak v době svého působení ve funkci ředitele školy, rozšířil studium na tři roky.
Škola byla pro svou vysokou úroveň velice oblíbená a prošli jí celé generace českých varhaníků a skladatelů. Byla vyhledávána i přes existenci pražské konzervatoře (založena v roce 1811), neboť konzervatoř byla určena především pro výchovu orchestrálních hráčů a nevyučovaly se v ní varhany, ale ani skladba, dirigování a pedagogické obory.
V roce 1890 byly obě školy sloučeny pod hlavičkou Pražské konzervatoře a teprve od této chvíle začala konzervatoř poskytovat komplexní hudební vzdělání.

## Ředitelé školy
- Jan Nepomuk Augustin Vitásek, 1830–1839
- Bidřich Diviš Weber, 1839–1842
- Karel František Pitsch, 1842–1858
- Josef Leopold Zvonař, 1858
- Josef Krejčí, 1859–1865
- František Zdeněk Skuherský, 1866–1889 (až do sloučení s Konzervatoří).

## Nejvýznamnější žáci
- Eduard Nápravník
- Karel Bendl
- Antonín Dvořák
- Leoš Janáček
- Josef Bohuslav Foerster
- Ludvík Kuba